# 跡江
跡江（あとえ）とは、宮崎県宮崎市内の地名。正式には「宮崎市大字跡江」の表記となる。生目地域自治区に属している。郵便番号は880-2101。

## 地理
宮崎市の中西部、生目地域自治区に属する。北方を大淀川に面し、主に農地となっている地域である。生目古墳群、宮崎市生目の杜運動公園などの史跡・文教施設にて知られる。
東を大字小松（下小松）、南東を小松台北町、南を大字浮田・大字小松（上小松）、西を大字有田・大字柏原と接する。大淀川を挟んで上北方、瓜生野 (宮崎市)と接する。

## 歴史
- 1889年（明治22年）5月1日 - 町村制の施行により、宮崎郡浮田村・生目村・細江村・長嶺村・跡江村・富吉村・柏原村・小松村の区域をもって生目村が発足。
- 1963年（昭和38年）4月1日 - 宮崎市が生目村を編入。大字跡江が成立。
- 1982年（昭和57年） - 跡江から小松台北町が独立。
- 2006年（平成18年）1月1日 - 生目地域自治区に所属となる。

## 世帯数と人口
2023年（令和5年）8月1日現在の世帯数と人口は以下の通りである。
| 町丁     | 世帯数  | 人口   |
| -------- | ------- | ------ |
| 大字跡江 | 949世帯 | 1914人 |

## 小・中学校の学区
市立小・中学校に通う場合、学区は以下の通りとなる。
| 町名           | 小学校               | 中学校             |
| -------------- | -------------------- | ------------------ |
| 大字跡江の一部 | 宮崎市立生目小学校   | 宮崎市立生目中学校 |
| 大字跡江の一部 | 宮崎市立小松台小学校 | 宮崎市立生目中学校 |

## 交通

### バス
宮交グループの運営するバスが営業している。

### 道路
- 宮崎県道9号宮崎西環状線
- 宮崎県道17号南俣宮崎線

## 施設
- 宮崎市生目の杜運動公園
- 宮崎市生目の杜運動公園アイビースタジアム
- 宮崎市立生目中学校
- 生目古墳群
- 宮崎中央家畜市場
- 相生橋